# André Pollehn
André Pollehn (* 3. Mai 1969 in Hamburg) ist ein ehemaliger deutscher Motorrad-Bahnrennfahrer, der sowohl im Speedway, aber auch auf der Langbahn erfolgreich war.
Bereits im Alter von elf Jahren saß er auf einer 500-cm³-Speedwaymaschine, ehe er 1983, gemeinsam mit Tom Dunker, in der Jugendlizenz-Klasse seine Karriere startete. Pollehn und Dunker stiegen schnell zu den hoffnungsvollsten deutschen Nachwuchstalenten im Speedway auf und 1987 startete auch Pollehn in der internationalen Klasse.
Sein größter Erfolg war der Gewinn der Langbahn-Vizeweltmeisterschaft 1994 in Marianske Lazne Marienbad in Tschechien. Weiterhin erwähnenswert sind Pollehns Teilnahme am Speedway-Team WM-Finale 1994 in Brokstedt, der Gewinn der Speedway-Vize-DM 1989, sowie die Teilnahme am Langbahn-WM Grand Prix 1999 und 2002. In der Speedway-Bundesliga startete Pollehn für den MSC Brokstedt und für ST Grizzlys Wolfslake-Berlin. In der britischen Speedway-Profiliga hatte Pollehn in den 1990er Jahren Engagements in Ipswich, Long Eaton und Middlesbrough.

## Erfolge

### Einzel
- Langbahn-Vizeweltmeister:          1994
- Langbahn-WM Finalist:              1989, 1994, 1995
- Langbahn-WM Grand Prix Teilnehmer: 1999, 2002
- Deutscher Speedway-Vizemeister:    1989
- Speedway-Einzel-DM-Dritter:        1990
- Grasbahn-EM Finalist:              1998, 2001

### Team
- Speedway-Team WM-Finalist:         1994
- Best-Pairs WM-Teilnehmer:          1992
- Speedway-Bundesliga:               MSC Brokstedt, ST Grizzlys Berlin-Wolfslake
- Britische Liga:                    Ipswich Witches 1993, Long Eaton 1995, Middlesbrough 1995